# Validazione e certificazione delle competenze
il 20 dicembre 2012 è stata pubblicata la Raccomandazione del Consiglio dell'Unione Europea sulla validazione dell'apprendimento non formale e informale.
L'Obiettivo principale della Raccomandazione consiste nella richiesta ai Paesi UE di:
«Istituire, entro il 2018 — in conformità alle circostanze e alle specificità nazionali e nel modo da essi ritenuto appropriato — modalità per la validazione dell'apprendimento non formale e informale che consentano alle persone di:
a) ottenere una validazione delle conoscenze, abilità e competenze acquisite mediante l'apprendimento non formale e informale, compreso, se del caso, mediante risorse educative aperte;
b) ottenere una qualifica completa o, se del caso, una qualifica parziale, sulla base della validazione di esperienze di apprendimento non formale e informale, fatte salve altre disposizioni legislative dell'Unione applicabili in materia, in particolare la direttiva 2005/36/CE del Parlamento europeo e del Consiglio, del 7 settembre 2005, relativa al riconoscimento delle qualifiche professionali .»
 A tal fine la Raccomandazione indica in modo esplicito alcuni elementi minimi del processo di validazione:
“a) L'INDIVIDUAZIONE dei risultati di apprendimento acquisiti dalla persona mediante l'apprendimento non formale e informale;
b) la DOCUMENTAZIONE dei risultati di apprendimento acquisiti dalla persona mediante l'apprendimento non formale e informale;
c) la VALUTAZIONE dei risultati di apprendimento acquisiti dalla persona mediante l'apprendimento non formale e informale;
d) la CERTIFICAZIONE della valutazione dei risultati di apprendimento acquisiti dalla persona mediante l'apprendimento non formale e informale sotto forma di qualifica o di crediti che contribuiscono all'ottenimento di una qualifica o, se del caso, in un'altra forma.”
L'Italia dal 2012 è impegnata nella definizione di un proprio quadro nazionale.
La Legge 92/2012 di riforma del mercato del Lavoro del 28 giugno 2012 avvia un concreto percorso di carattere sistemico e normativo prevedendo un insieme di disposizioni per l'apprendimento permanente tra cui la definizione di un sistema nazionale di certificazione delle competenze e validazione degli apprendimenti non formali e informali.
Il testo della Legge individua i temi della validazione dell'apprendimento non formale e informale e del sistema nazionale di certificazione delle competenze come due elementi fondamentali per assicurare e concretizzare l'apprendimento permanente in funzione del mantenimento di condizioni di occupabilità dei cittadini.
Il percorso che porta alla realizzazione di diversi pacchetti attuativi e tra questi grande priorità è assegnata al Decreto Legislativo sul sistema nazionale di certificazione delle competenze e validazione degli apprendimenti non formali e informali che vede la luce il 16 gennaio 2013[1].
Un ruolo essenziale del Decreto Leg. 13/13 è quello di disegnare un insieme di regole, comuni a tutte le istituzioni italiane competenti, per assicurare ai cittadini l'esercizio del diritto al riconoscimento sociale e istituzionale di tutte le loro competenze, comunque e ovunque apprese.
Inoltre il Decreto n. 13 al Capo III istituisce il “Repertorio nazionale dei titoli di istruzione e formazione e delle qualificazioni professionali” che costituisce il quadro di riferimento unitario per la certificazione delle competenze
A valle della entrata in vigore del Decreto 13/2013 le Regioni con il Ministero del Lavoro e il supporto di Inapp e Tecnostruttura, hanno realizzato un lavoro tecnico che ha generato un ulteriore e importante passaggio nella definizione del sistema di validazione e certificazione. In esito a questo percorso il 30 giugno 2015 è stato emanato “Decreto interministeriale concernente la definizione di un quadro operativo per il riconoscimento a livello nazionale delle qualificazioni regionali”.  Attraverso questo passaggio il Ministero del Lavoro, di concerto con il Ministero dell’Istruzione e Università, ha preso atto dell'insieme di regole e procedure che le Regioni hanno definito al fine di rendere valorizzabili e spendibili da una Regione all’altra competenze e qualifiche validate o certificate. In particolare questo Decreto con i relativi allegati tecnici contiene la seguente definizione dei processi.
- La validazione delle competenze è un processo che consente l’accesso a qualificazioni (intese come aggregati di competenze o singole competenze) attraverso una ricostruzione e valutazione dell’apprendimento formale, non formale e informale. Tale opportunità rappresenta parte integrante del sistema di certificazione delle competenze, pertanto l’individuazione, validazione e certificazione delle competenze acquisite in ambito non formale e informale va intesa come una via alternativa a quella formale per l’ottenimento delle qualificazioni (intese come aggregati di competenze o singole competenze). Le qualificazioni ottenibili tramite validazione sono potenzialmente accessibili anche in ambito formale e viceversa.

- La certificazione delle competenze si definisce invece come la procedura e atto conclusivo di rilascio delle qualificazioni (intese come aggregati di competenze o singole competenze). L’attestato di certificazione ha sempre valore di parte terza ovvero è rilasciato su responsabilità dell’Ente titolare con il supporto di chi attua il servizio in qualità di Ente titolato. La certificazione, se riferita ad apprendimenti non formali e informali, normalmente segue al processo di individuazione e validazione salvo nei casi in cui ciò non sia ritenuto opportuno per mancanza di condizioni o di effettiva necessità da parte del cittadino interessato.

Il testo del Decreto 30 giugno 2015 definisce anche la meta-articolazione del processo di individuazione e validazione delle competenze da apprendimento non formale e informale, la natura, tipologia e formato delle attestazioni rilasciabili, le funzioni professionali e operative connesse a ciascun passaggio e gli standard minimi che caratterizzano i processi valutativi. 
In ultimo il Decreto dell’8 gennaio 2018 relativo alla istituzione del Quadro Nazionale delle Qualificazioni (NQF) in risposta alla Raccomandazione Europea relativa all’European Qualification Framework (EQF) definisce per il nostro paese in modo univoco una serie di descrittori per gli 8 livelli delle Qualificazioni individuando che tipo di conoscenze, abilità e autonomia/responsabilità sono riconducibili a ciascun livello. Inoltre il Decreto NQF struttura le procedure per la referenziazioni delle qualificazioni al Quadro attraverso il Punto Nazionale di Coordinamento EQF insediato presso l’ANPAL (Agenzia Nazionale per le Politiche Attive del Lavoro) e con la valutazione indipendente di Inapp.
[1] Dlgs. 16 gennaio 2013, n. 13 “Definizione delle norme generali e dei livelli essenziali delle prestazioni per l'individuazione e validazione
degli apprendimenti non formali e informali e degli standard minimi di servizio del sistema nazionale di certificazione delle competenze, a norma dell'articolo
4, commi 58 e 68, della legge 28 giugno 2012, n. 92. (13G00043) (GU n.39 del
15-2-2013).

## Il sistema europeo per la trasparenza e il riconoscimento delle qualificazioni
Durante il Consiglio europeo di Lisbona del marzo del 2000, che rappresenta il punto di avvio di un processo coinvolgente l'Unione Europea e i sistemi nazionali di istruzione e formazione professionale dei singoli stati, i Paesi europei decidono insieme di investire sullo sviluppo del sistema di istruzione e formazione al fine di aumentare il livello di competitività dell'Europa.
Le soluzioni prospettate, in seguito alla Dichiarazione di Copenaghen del 30 novembre 2002, hanno dato forma a un complesso sistema:
- il Quadro europeo delle qualifiche per l'apprendimento permanente (EQF), corredato da un sistema di livelli di riferimento;
- il Quadro comunitario unico per la trasparenza delle qualifiche e delle competenze, diretto a riunione in un unico formato i vari strumenti di trasparenza come il CV Europeo, i supplementi ai certificati, i supplementi ai diplomi, l'Europass-Formazione e i punti di riferimento nazionali (Europass);
- il Sistema europeo di crediti per l'istruzione e la formazione professionale, ispirato al successo del sistema europeo ECTS per il trasferimento di crediti nell'istruzione superiore (ECVET);
- Il Quadro europeo di riferimento per l'assicurazione della qualità dell'istruzione e della formazione professionale;
- I Principi comuni europei per l'individuazione e la convalida dell'apprendimento non formale".

I crediti ECTS rappresentano, sotto forma di valore numerico (tra 1 e 60) attribuito alle singole unità di corso, il volume di lavoro dello studente necessario a completarle, non è quindi basato esclusivamente sulle ore di frequenza, ma anche lo studio personale, ricerche, seminari, tirocini, lavoro pratico. La sua applicazione semplifica il riconoscimento dei risultati accademici degli studenti grazie all'uso di misure comprese da tutti nello stesso modo.
L'EUROPASS è una raccolta personale di documenti, una sorta di portfolio, che seguono dei format sviluppati tra il 1996 e il 2002 dalla Commissione Europea, dal Consiglio d'Europa e dall'UNESCO, che permettono di dare visibilità alle competenze acquisite e ai percorsi formativi effettuati da un individuo.
L'EQF è uno strumento che permette di confrontare tra loro le qualifiche rilasciate dagli Stati appartenenti all'UE. Consente di tradurre i linguaggi nazionali in una comune lingua europea, senza però comportare modificazione delle prassi dei singoli stati.
La componente centrale di questo sistema è costituita dai risultati dell'apprendimento, declinati secondo conoscenze, abilità e competenze ed effettivamente dimostrati e documentati.
Questo Quadro mira ad essere coerente con il futuro Sistema Europeo di Trasferimento dei Crediti per l'istruzione e la formazione professionale (ECVET).

### Il sistema ECVET
ECVET (European Credit system for Vocational Education and Training) è concepito come un sistema di accumulazione e di trasferimento che consente di validare e capitalizzare i risultati di apprendimento di soggetti che passano da un contesto di apprendimento, e/o da un sistema di qualifica, ad un altro.
L'ECVET consente di conferire crediti in relazione a percorsi di apprendimento, sia formali che non-formali, sia in un contesto regionale che nazionale e in caso di mobilità bilaterale o multilaterale.
Gli Stati membri sono stati invitati ad implementare, pur salvaguardando la specificità del proprio sistema nazionale, il sistema ECVET entro il 2012.
La Proposta di Raccomandazione del 2008 invita “a creare le condizioni e adottare misure, se del caso, in modo che dal 2012, conformemente alla legislazione e alle prassi nazionali [...], il sistema ECVET possa essere gradualmente applicato alle qualification dell'istruzione e della formazione professionale”.
Questo sistema si basa sulla descrizione delle qualifiche in termini di risultati dell'apprendimento (conoscenze, abilità e competenze), conseguiti indipendentemente dal luogo o dalle modalità di ottenimento, e sull'articolazione di queste in unità che possono poi essere trasferite e cumulate.
Inoltre ci si avvale di punti di credito in grado di raffigurare numericamente ogni unità e di definirne l'importanza in relazione all'intera qualifica.
Le unità contengono:
- Titolo generale;
- Titolo della qualifica secondo il livello dell'EQF e del NQF con i punti dei crediti associati ad essa;
- I risultati dell'apprendimento;
- Le procedure e i criteri di valutazione;
- I punti associati all'unità.

Emerge con evidenza la somiglianza col sistema ECTS, in uso in ambito accademico. Tuttavia, mentre l'ECTS mira alla accumulo quantitativo di piccole parti di percorsi formativi, cioè sul carico individuale di lavoro, l'ECVET è più centrato sugli output dell'apprendimento.
Il processo di convalida non è però automatico, richiede l'intervento di numerosi soggetti, organismi e istituzioni: da un lato agiscono le disposizioni nazionali che definiscono le qualifiche, ne specificano le unità e i punti; dall'altro si pone il sistema europeo che permette di riconoscere come equivalenti risultati formativi acquisiti in diversi contesti nazionali.

## Alcune pratiche di sistema in Italia

### Il libretto formativo del cittadino
Il libretto formativo è uno dispositivo istituzionale finalizzato a favorire la messa in trasparenza delle competenze individuali, conseguite anche in contesti non formali. Può essere impiegato lungo tutto l'arco di vita di una persona e nell'ambito dei diversi percorsi di apprendimento e di carriera che può aver intrapreso nel tempo.
I risultati ottenuti e certificati, secondo standard elaborati per la validazione e certificazione delle competenze, potranno essere riportati nel libretto del cittadino.
Mentre Europass rappresenta il passaporto delle qualifiche e delle competenze, sostenendo la "portabilità" delle stesse in Europa, il Libretto rappresenta la carta d'identità che permette di spostarsi sul territorio nazionale o tra differenti esperienze di apprendimento. Oltre a ciò, si colloca in coerenza e sinergia con la Borsa Continua del Lavoro per favorire l'incontro domanda-offerta di lavoro. È dunque uno strumento utile e fruibile dal mercato del lavoro e dal sistema dell'istruzione, ma è utile anche per una valorizzazione della persona, che volontariamente sceglie di usufruirne, nonché riconoscibile dalle istituzioni. Ciononostante risulta ancora poco utilizzato, malgrado la sua importante funzione.

### Regione Veneto
È stato istituito un sistema di orientamento on –line rivolto a studenti di istituti scolastici, centri di formazione professionale e aziende: il Borsino delle Professioni.
Nel Borsino delle Professioni si trova una prima descrizione delle qualifiche professionali per competenze e sono disponibili informazioni sui profili professionali attivi in Veneto e sulla loro relazione con i percorsi scolastici.
È, inoltre, uno strumento efficace per facilitare i processi d'incontro tra domanda e offerta di lavoro e per pianificare lo sviluppo dell'offerta formativa della Regione.
Il Borsino delle Professioni è composto da quattro schede distinte:
- Scheda “Conoscenze” che elenca le nozioni teoriche di cui risulta in possesso la figura professionale scelta;
- Scheda “Competenze” che elenca un set di competenze chiave della figura, individuando per ciascuna abilità, attività svolte e risultati conseguiti;
- Scheda “Titoli di studio” che permette di conoscere quali percorsi scolastici in Veneto sono correlati alla figura di riferimento e quali istituti specifici li erogano;
- Scheda “Quotazioni” che informa sull'andamento delle assunzioni di quella specifica professione nel mercato del lavoro veneto.

### Regione Emilia-Romagna
La L.R. 12/03 sancisce il diritto delle persone alla certificazione e al riconoscimento delle competenze acquisite in diverse situazioni di apprendimento: percorsi scolastici, di formazione professionale, esperienza professionali e personali (ex: volontariato, vita associativa, ecc.); da molti anni la comunità europea sollecita gli stati membri a dotarsi di strumenti che consentano ai cittadini la valorizzazione e il riconoscimento delle competenze nella logica dell'apprendimento lungo tutto l'arco della vita.
Per questo motivo, la Regione si è munita di un Sistema Regionale di Formalizzazione e Certificazione delle competenze (SRFC) rivolto sia a chi partecipa a percorsi formativi, sia a coloro che arrivano presentano caratteristiche lavorative differenti e per i quali si vogliono valorizzare le competenze apprese in altri contesti.
La formalizzazione e la certificazione delle competenze riguarda competenze riferite e riferibili agli standard professionali essenziali presenti nel repertorio del Sistema Regionale delle Qualifiche. Le competenze formalizzabili e certificabili sono quelle indicate e descritte come Unità di Competenza. L'insieme delle Unità di Competenza indicate nel Sistema Regionale delle Qualifiche può essere considerato, dal punto di vista degli standard di riferimento, come il repertorio regionale delle competenze di riferimento.
Per assicurare l'omogeneità e la qualità dell'offerta formativa sul territorio regionale, la Regione Emilia-Romagna ha ritenuto indispensabile definire, attraverso standard formativi, gli aspetti strutturali e le modalità di intervento dei corsi di formazione finalizzati al rilascio di una qualifica regionale.
Complessivamente sono state individuate 3 tipologie generali di standard formativi:
- Standard formativo dei corsi finalizzati allo sviluppo delle competenze inerenti alle qualifiche di approfondimento tecnico – specializzazione;
- Standard formativo dei corsi finalizzati allo sviluppo delle competenze inerenti alle qualifiche di accesso all'area professionale e di approfondimento tecnico – specializzazione;
- Standard formativo dei corsi finalizzati allo sviluppo delle competenze inerenti alle qualifiche di accesso all'area professionale.

### Regione Toscana
La Regione Toscana è impegnata da diversi anni nell'approccio per competenze alla formazione e al mondo professionale. Uno dei prodotti a questo riguardo è il Repertorio Regionale delle Figure Professionali della Regione Toscana, elaborato nell'ambito del progetto per la costruzione del sistema regionale degli standard per il riconoscimento e la certificazione delle competenze. L'applicazione permette di effettuare ricerche ed esplorare i contenuti del repertorio, secondo tre Direttrici: Settori Regionali, Figure Professionali, Aree di Attività (ADA) che sono a loro volta descritte da un insieme di Conoscenze e Capacità.
Nel 2010 è stato approvato il Decreto Dirigenziale del 14 giugno 2010 n. 2944:
“Approvazione format relativi all'attestato di qualifica professionale, al certificato di competenze ed alla dichiarazione degli apprendimenti in esito a percorsi formativi riferiti a figure professionali del Repertorio Regionale delle Figure Professionali”.